# Bremach

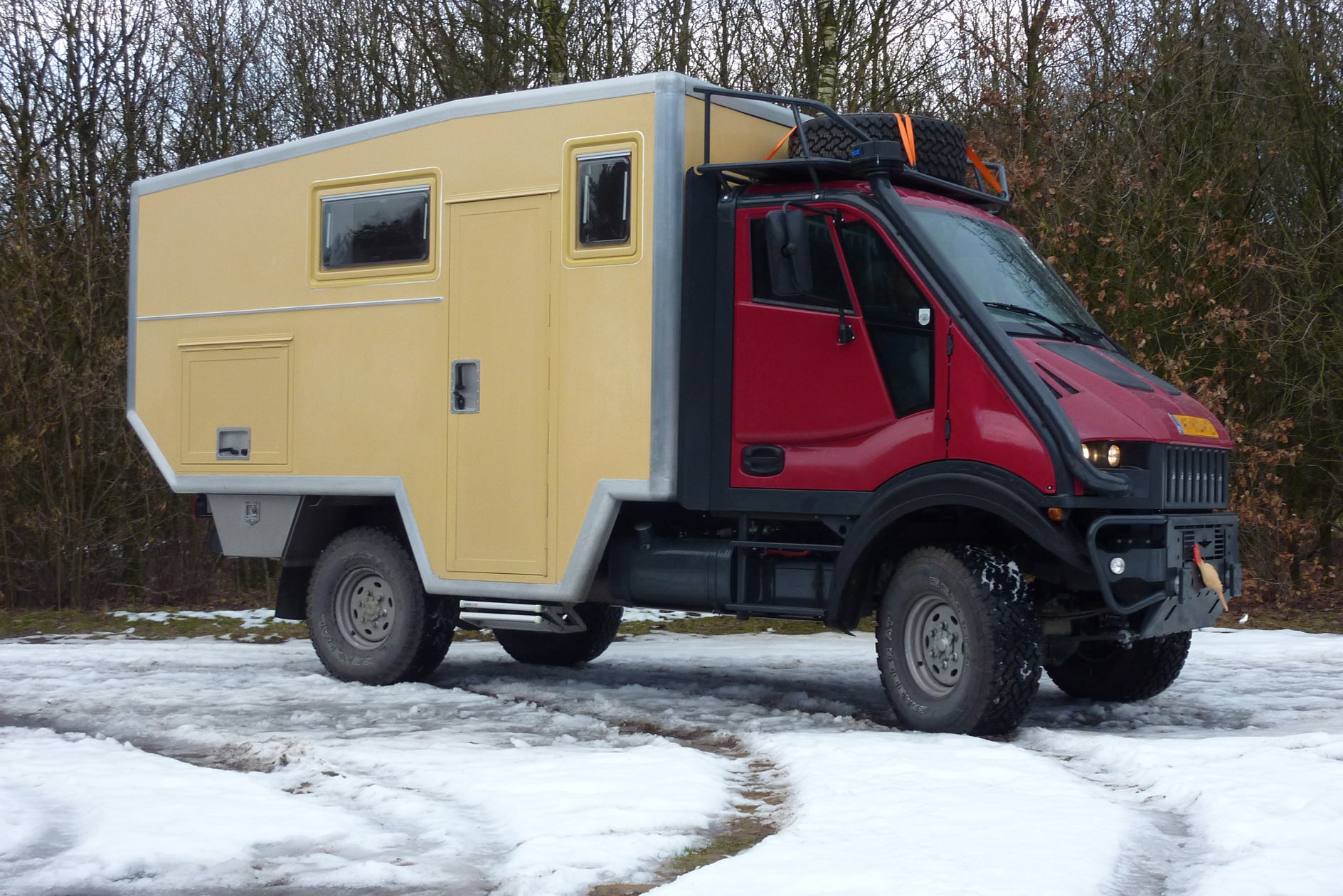
Nieuwe Bremach TREX met 176 pk motor en automaat

Bremach was een Italiaanse autobouwer gespecialiseerd in 4-wiel aangedreven lichte vrachtauto's op basis van een IVECO-motor.

## Modellen en uitvoeringen
De laatste modellen die geproduceerd werden door Bremach zijn de Job X4, Job Extreme en de TREX.

## Techniek

### Frame
Het chassis frame is opgebouwd uit twee chassisbalken welke van geheel voor naar achteren van het voertuig gaat. Deze chassisbalken zijn opgebouwd uit een ronde en een vierkante buis. Hierdoor wordt torsie in het frame maximaal gereduceerd.

### Cabine
De Job X4 en de Job Extreme zijn beide verkrijgbaar in een 2/3 persoons-, 5/6 persoons-cabine en als minibus. De kortere uitvoeringen kunnen beschikken over diverse laadbakken.
De TREX is alleen beschikbaar als 2 persoons cabine.

### Motoren
Er zijn drie vloeistof gekoelde Langsgeplaatste Common-rail euro4 dieselmotoren beschikbaar. All deze motoren beschikken over een turbo compressor met laadlucht koeling. De sterkste motor beschikt over een VTG turbo met variabele lamellen om zo een hoger rendement bij lagere en hogere toeren te ontwikkelen.
| Type:             | F1A                      | F1C                            | F1C-VTG                        |
| ----------------- | ------------------------ | ------------------------------ | ------------------------------ |
| Cilinderinhoud    | 2287 cc                  | 2998 cc                        | 2998 cc                        |
| Cilinders/kleppen | 4 -R/4                   | 4 -R/4                         | 4 -R/4                         |
| Vermogen/rpm      | 85 kW (116 pk)/ 3900 rpm | 107 kW (146 pk)/ 3000-3500 rpm | 132 kW (176 pk)/ 3200-3500 rpm |
| Koppel/rpm        | 270 Nm / 1800 rpm        | 350 Nm / 1400-2800 rpm         | 400 Nm / 1250-3000 rpm         |

### Aandrijving
De Job X4 en Extreme kunnen alleen beschikken over een hangeschakelde 6-versnellingsbak. De TREX kan tevens over een Allison-1000 automatische transmissie beschikken. Van deze 6-versnellingsautomaat is de laatste overbrenging niet beschikbaar. Vanaf de transmissie gaat de aandrijving naar een keerbak vanwaar de voor- en achteras worden aangedreven. Ook is het mogelijk vanhier een power take off (PTO) aan te sturen voor externe apparatuur.